# كريم (برمجية)
كريم هو برمجية تخصيص لمحرر النصوص فيم، ويحوي هذا التخصيص في طياته مجموعة من البرامج النصية (Scripts) التي يتم تنفيذها من خلال محرر النصوص فيم، يهدف هذا المشروع إلى جعل فيم يتصرف بطريقة قريبة من محررات النصوص المعروفة والتي يشيع تنصيبها على أنظمة الحواسيب الشخصية والتي تتوافق مع معايير ولوج المستخدم الشائعة في واجهات المستخدم الرسومية وغيرها.
ويسعى مشروع كريم للوصول بفيم إلى النقطة التي يكون فيها سهل على المستخدمين الجدد استعماله وفي نفس الوقت فإنه يسعى إلى إضافة ميزات ووظائف جديدة تستهدف المستخدمين الأكثر خبرة، ومن الجدير ذكره أن هذه المزايا والوظائف يتم الحصول عليها عن طريق قابلية فيم للتوسع والتخصيص و دون الحاجة إلى إجراء أي تعديلات على فيم بعينه.
يندرج شروط استخدام كريم تحت بنود رخصة جنو العمومية كما أنه أيضاً يندرج تحت قائمة البرمجيات الحرة.